# 5256 Farquhar
5256 Farquhar è un asteroide della fascia principale. Scoperto nel 1988, presenta un'orbita caratterizzata da un semiasse maggiore pari a 2,5529522 au e da un'eccentricità di 0,2009550, inclinata di 14,95512° rispetto all'eclittica.
L'asteroide è dedicato allo statunitense Robert Farquhar, progettista di sonde e veicoli aerospaziali.